# Hippodamia tredecimpunctata
Coccinelle à treize points
Espèce
La coccinelle à treize points (latin : Hippodamia tredecimpunctata, anglais : Thirteen-spotted lady beetle) est une espèce d'insectes coléoptères aphidiphage de la famille des Coccinellidae largement répandue dans l'hémisphère nord. Elle peut atteindre de 4 à 6,4 mm de long.

## Description
Sa livrée est orangeâtre, la taille des taches variant quelque peu. Certains spécimens peuvent présenter des taches fusionnées. Son pronotum est jaune à orange, orné d'une large tache noire qui s'évase de chaque côté en un petit lobe légèrement arrondi. Ses élytres fermés forment un cône bombé. Ils sont maculés de treize taches noires, dont une près de la base en pointe de flèche scindée, six taches en marge du limbe et six taches centrales. Le limbe des élytres est infléchi et presque translucide. Sa tête est noirâtre, le front maculé d'une tache triangulaire. Ses fémurs sont noirâtres, les pattes brunâtres.

## Sous-espèces
- Hippodamia tredecimpunctata tibialis : originaire de l’Amérique du Nord ;
- Hippodamia tredecimpunctata tredecimpunctata : originaire de l’Europe.

## Répartition
Pour Hippodamia tredecimpunctat tibialis : depuis Terre-Neuve à la Colombie-Britannique, de la Caroline du Sud jusqu'en Californie.

## Alimentation
Elle s'alimente d'Aphididae.